# Enguinegatte
Enguinegatte (Nederlands: Ingwinegate) is een plaats en voormalige gemeente in het Franse departement Pas-de-Calais in de regio Hauts-de-France. De plaats maakt deel uit van het arrondissement Sint-Omaars.

## Naam
De plaatsnaam heeft een Oudnederlandse herkomst. De oudste vermelding van de plaatsnaam is van 1140, als Inchenegata. Het betreft een samenstelling van het woord gat (straat, steeg) en het eerste deel van de naam is de verbogen vorm van de persoonsnaam Enkwijn. De huidige Franstalige plaatsnaam is hiervan een fonetische nabootsing.

## Geschiedenis
De gemeente was onderdeel van het kanton Fauquembergues totdat dit op 22 maart 2015 werd opgeheven en de gemeente werden opgenomen in het kanton Fruges. Op 1 januari 2017 fuseerde de gemeente met Enquin-les-Mines tot de commune nouvelle Enquin-lez-Guinegatte, waarvan Enguinegatte de hoofdplaats werd.

## Geografie
De oppervlakte van Enguinegatte bedraagt 9,0 km², de bevolkingsdichtheid is 41,6 inwoners per km².
De onderstaande kaart toont de ligging van Enguinegatte met de belangrijkste infrastructuur en aangrenzende gemeenten.

## Demografie
Onderstaande figuur toont het verloop van het inwonertal.